# 36 Dywizjon Rakietowy Obrony Powietrznej (26 BROP)
36 dywizjon rakietowy Obrony Powietrznej (36 dr OP) – samodzielny pododdział Wojsk Obrony Przeciwlotniczej Wojsk Lotniczych i Obrony Powietrznej.
Dywizjon sformowany został w 1968 w Dobrej, podlegał dowódcy 26 Brygady Rakietowej Obrony Powietrznej. Jednostka rozformowana 31 października 1999.

## Historia
Zgodnie z zarządzeniem nr 0146 Dowódcy WOPK z dnia 13 grudnia 1967 oraz na podstawie rozkazu organizacyjnego Dowództwa WOPK nr 043, w dniu 25 kwietnia 1968 do Dobrej Szczecińskiej przybywa z Bemowa Piskiego kadra zawodowa i żołnierze służby zasadniczej pod dowództwem mjr. Bronisława Rokickiego, tworząc 36 dywizjon artylerii OPK.
9 września 1968 w jednostce rozwinięto przeciwlotniczy zestaw rakiet ziemia–powietrze średniego zasięgu typu S-75 Wołchow i rozpoczęto przygotowanie obsług do pełnienia dyżurów bojowych.
Na podstawie rozkazu nr 0148 Dowódcy 2 KOP z dnia 6 listopada 1968, z dniem 3 stycznia 1969 dywizjon osiągnął gotowość bojową.
Od 18 marca 1969 do 16 sierpnia 1969 w dywizjonie rozpoczyna się proces formowania 40. dr OP.
Na przełomie maja i czerwca 1969 wraz z 37. dr OP i 38. dr OP jednostka uczestniczy w zgrupowaniu poligonowym w m. Pieniężnica. Trwa przygotowywanie obsług do strzelań poligonowych.
10 lipca 1969, na poligonie w Aszułuku, w ZSRR odbywa się pierwsze strzelanie bojowe, a kolejne w latach 1973, 1976, 1980 i 1989.
24 kwietnia 1978 w 10. rocznicę powstania 36 dr OP, dywizjon objął patronat nad Szkołą Podstawową nr 72 w Szczecinie, której w tym dniu nadano imię Wojsk Obrony Powietrznej Kraju.
W roku 1993 dywizjon przezbrojony został w nowy PZR S–125M Newa.

Dywizjon brał udział m.in. w ćwiczeniach pk. ZENIT 70, ARGON 80, OCELOT 82, PUMA 92, KARAT 94.

## Dowódcy dywizjonu
- ppłk Bronisław Rokicki – 25 kwietnia 1968 – 5 lutego 1987
- mjr Lech Ziółkowski – 5 lutego 1987 – 10 listopada 1987
- ppłk Leszek Borowski – 10 listopada 1987 – 30 października 1995
- mjr Józef Jarosławski – 30 października 1995 – 31 października 1999